# Jean-Paul Audet (architecte)
Pour les articles homonymes, voir Audet.
Jean-Paul Audet (8 avril 1908 à Sherbrooke - 16 février 2000 à Sherbrooke), fils de Louis-Napoléon Audet, fut l’architecte de plusieurs grands projets, dont le Centre hospitalier universitaire de Sherbrooke, et travailla avec son père sur la Cathédrale Saint-Michel de Sherbrooke sous le consortium Audet-Tremblay-Audet.

## Œuvres
- Cathédrale Saint-Michel de Sherbrooke
- Centre hospitalier universitaire de Sherbrooke
- École du Sacré-Cœur de Sherbrooke